# Останній танець (міні-серіал)
«Останній танець» (англ. The Last Dance) — американський документальний спортивний міні-серіал 2020 року, виробництва студій Netflix та ESPN.

## Сюжет
Серіал розповідає про кар'єру Майкла Джордана в Чикаго Буллз, використовуючи унікальні кадри сезону 1997-1998 років, фінального сезону Джордана з командою.

## Інтерв'ю
Нижче список з 90 проінтервйованих осіб, за ефірним часом.
- Майкл Джордан
- Стів Керр
- Phil Jackson
- Скотті Піппен
- Jerry Reinsdorf
- David Aldridge
- Денніс Родман
- Бі Джей Армстронг
- Mark Vancil
- Реджі Міллер
- Michael Wilbon
- Андреа Кремер
- Джон Пакссон
- Sam Smith
- Горас Грант
- Rick Telander
- Ahmad Rashad
- Tim Grover
- Rod Thorn
- Deloris Jordan
- Білл Веннінгтон
- Doug Collins
- David Falk
- Айзея Томас
- Меджик Джонсон
- Тоні Кукоч
- Вілл Пердью
- Барак Обама
- J. A. Adande
- George Koehler
- Brian McIntyre
- Bob Costas
- Todd Boyd
- Ларрі Берд
- John Salley
- Гарі Пейтон
- David Stern
- Ann Kerr
- Джеймс Ворті
- Joe O'Neil
- Roy Johnson
- Chip Schaefer
- Кобі Браянт
- Tim Hallam
- Jalen Rose
- Charley Rosen
- Charles Barkley
- John Stockton
- Roy Williams
- Tisher Lett
- Willow Bay
- Carmen Electra
- Bill Cartwright
- Jud Buechler
- Jim Stack
- Mike Barnett
- Scott Burrell
- Terry Francona
- Brendan Malone
- Danny Ainge
- Howard White
- Melissa Isaacson
- Ronnie Martin
- Rod Higgins
- Glen Rice
- Патрік Юінг
- Ronnie Jordan
- Hannah Storm
- Steve East
- Larry Jordan
- Billy Pippen
- Fred Lynch
- Buzz Peterson
- Sidney Moncrief
- Nas
- Ron Harper
- John A. Hefferon
- Білл Клінтон
- Pat Riley
- Adam Silver
- Marcus Jordan
- Joe Kleine
- Charles Oakley
- Jasmine Jordan
- Justin Timberlake
- Billy Packer
- Ron Coley
- Joe Pytka
- Kevin Loughery
- Jeffrey Jordan